# Lonchaea coloradensis
Lonchaea coloradensis är en tvåvingeart som beskrevs av Malloch 1923. Lonchaea coloradensis ingår i släktet Lonchaea och familjen stjärtflugor.
Artens utbredningsområde är Colorado. Inga underarter finns listade i Catalogue of Life.